# Ava Gardner

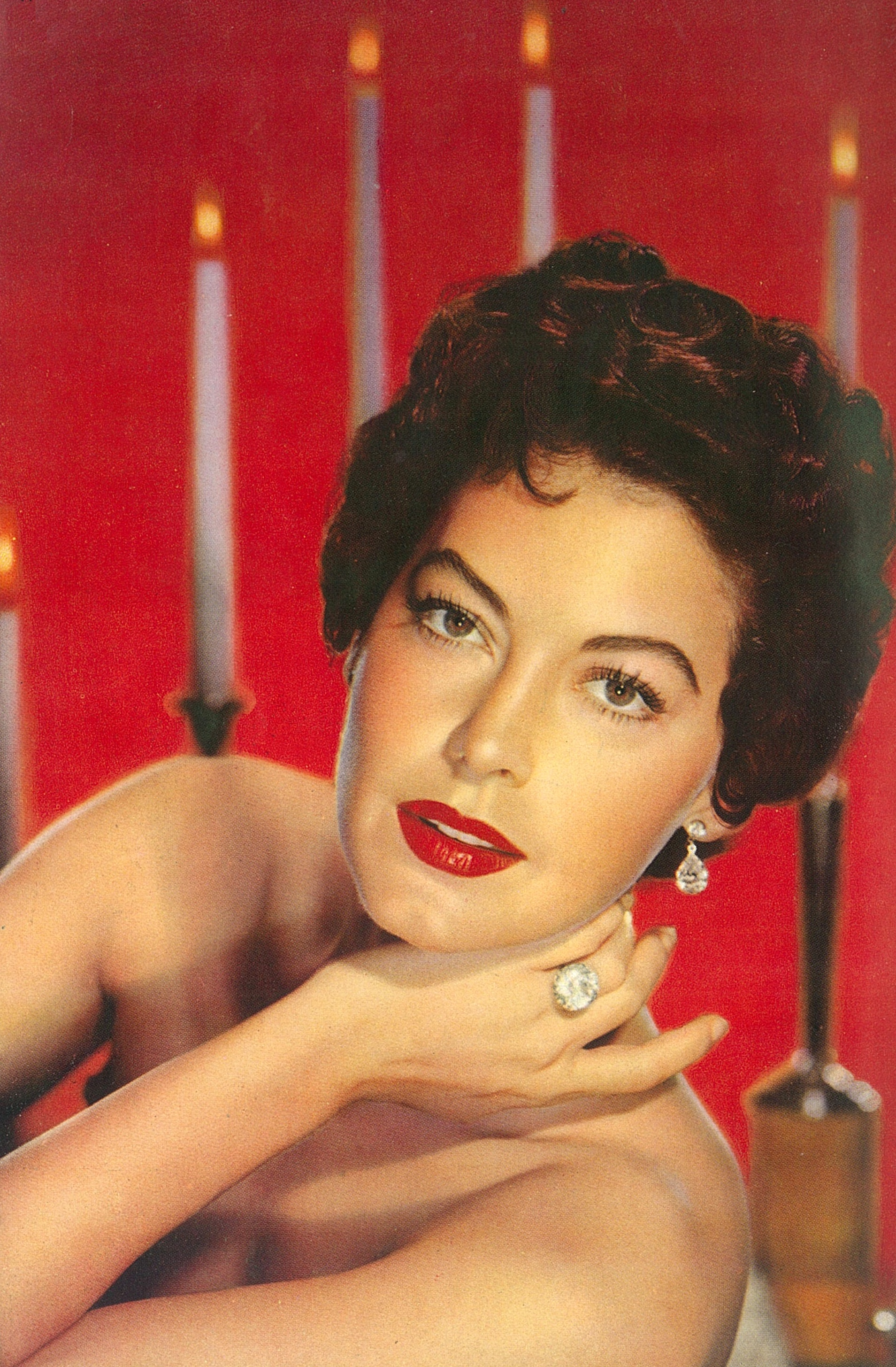
Ava Gardner (1953)

Ava Lavinia Gardner (* 24. Dezember 1922 in Grabtown, North Carolina; † 25. Januar 1990 in London, England) war eine US-amerikanische Filmschauspielerin, die in den 1940er und 1950er Jahren ihre größten Erfolge hatte und als Sexsymbol galt. Bei einer Umfrage des AFI aus dem Jahr 1999 wurde sie auf Platz 25 der größten weiblichen Filmstars gewählt.

## Leben und Karriere
Ava Gardner wurde 1922 in Grabtown, einer kleinen Siedlung im Nordosten von North Carolina, als siebtes und letztes Kind des Farmers Jonas Gardner und seiner Frau Molly geboren. Ihre Eltern bauten Tabak und Baumwolle an.
In Gardners früher Kindheit brannte die familieneigene Baumwollscheune ab, sodass ihre Eltern die Landwirtschaft aufgeben mussten. Ab diesem Zeitpunkt führten die Gardners ein Boarding House für Lehrer, später zogen sie nach Newport News, Virginia. Nach dem Tod ihres Vaters 1938 zog Ava Gardner mit ihrer Mutter nach Wilson in North Carolina, wo sie ihren Schulabschluss machte. Nach der High School absolvierte sie eine Ausbildung zur Sekretärin.
Durch Privatfotos ihres als Fotograf arbeitenden Schwagers gelangte Ava Gardner zu ersten Filmverträgen und spielte mehrere Jahre unbedeutende Nebenrollen, ehe sie aufgrund ihrer Schönheit und erotischen Ausstrahlung zum Glamour-Star aufgebaut wurde. Ihren Durchbruch schaffte sie 1946 als verführerische Femme fatale neben Burt Lancaster in Robert Siodmaks Film-noir-Klassiker Rächer der Unterwelt. International bekannt wurde sie durch die Hemingway-Verfilmung Schnee am Kilimandscharo (1952) mit Gregory Peck und durch Mogambo (1953) an der Seite von Clark Gable. Für ihre Rolle in Mogambo erhielt sie 1954 eine Oscar-Nominierung als beste Hauptdarstellerin. Im selben Jahr spielte sie neben Humphrey Bogart in einer ihrer bekanntesten Rollen die tragische Titelheldin in Die barfüßige Gräfin.
Ihre Karriere blühte während der Ehe mit Frank Sinatra auf, während seine Karriere unter der öffentlichen Verurteilung seiner Scheidung von seiner ersten Ehefrau Nancy litt. Gardner nutzte ihre Bekanntheit und verschaffte Sinatra 1953 eine Rolle in Verdammt in alle Ewigkeit, für die er mit einem Oscar ausgezeichnet wurde.
1968 war sie in Mayerling als Elisabeth von Österreich-Ungarn neben Catherine Deneuve und Omar Sharif zu sehen.
Auch in den 1970er Jahren war sie noch in großen Kinoproduktionen zu sehen, so neben ihrem Filmehemann Charlton Heston in dem Katastrophenfilm Erdbeben. In den 1980er Jahren trat Gardner unter anderem als Gaststar in der Fernsehserie Unter der Sonne Kaliforniens auf. Ihr letzter Film Harem entstand 1986 ebenfalls für das Fernsehen. In einer Nebenrolle traf sie hier erneut auf Omar Sharif, mit dem sie 1968 Mayerling gedreht hatte.
Nach ihrer Schauspielkunst befragt, sagte sie einmal: „Ich war niemals wirklich eine Schauspielerin. Unter uns Kids von MGM war das niemand. Wir sahen einfach nur gut aus.“
1996, sechs Jahre nach ihrem Tod, eröffnete das „Ava Gardner Museum“ im Zentrum von Smithfield, North Carolina, das eine umfangreiche Sammlung von Artefakten aus Gardners Karriere und Privatleben ausstellt.
Die 2018 erschienene, spanische Serie Arde Madrid erzählt Gardners Leben während ihres Aufenthalts in Madrid in den 1960er Jahren aus der Sicht ihrer Hausangestellten zur Zeit der Franco-Ära.

## Privatleben
Kurz nach ihrer Ankunft in Los Angeles lernte Gardner den Schauspieler Mickey Rooney kennen, der bei MGM unter Vertrag stand. Sie heirateten am 10. Januar 1942; sie war zu diesem Zeitpunkt 19 Jahre alt, er 21. Im Jahr darauf wurde die Ehe geschieden.
1945 heiratete sie den Jazzmusiker und Bandleader Artie Shaw, auch diese Ehe hielt nur ein Jahr. Gardner wurde in den 1940er Jahren häufig mit dem Geschäftsmann und Piloten Howard Hughes gesehen, weshalb über eine Beziehung der beiden spekuliert wurde. Sie selbst schrieb dazu in ihrer Autobiografie, dass Hughes sie öfter eingeladen und ihr großzügige Geschenke gemacht, sie aber eine ernsthaftere und sexuelle Beziehung zu ihm abgelehnt habe.

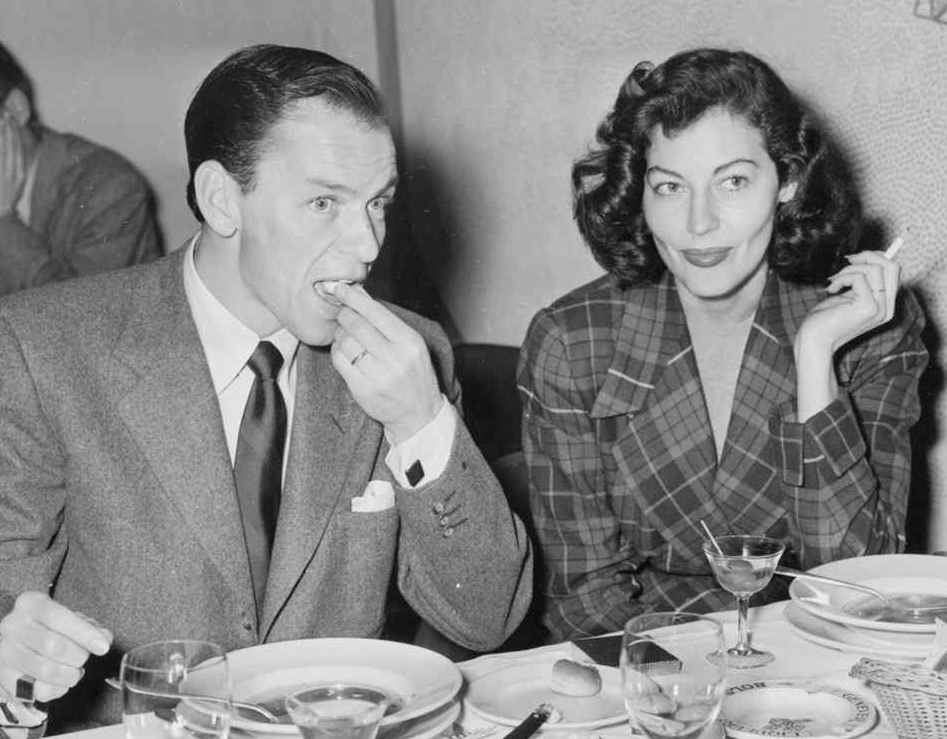
Frank Sinatra und Gardner 1951 in den Niederlanden

Ihre dritte und letzte Ehe ging sie 1951 mit dem Sänger und Schauspieler Frank Sinatra ein. In ihrer Autobiografie schrieb sie über ihn, er sei die Liebe ihres Lebens gewesen. Sinatra wurde von der Presse, von Hollywood und von der Kirche dafür verurteilt, dass er seine Frau Nancy wegen Gardner verlassen habe. Auch seine Karriere litt schließlich  darunter, Gardners dagegen blühte auf. Während dieser Ehe wurde Gardner zweimal schwanger, aus Karrieregründen ließ sie aber beide Male eine Abtreibung vornehmen.
Gardner ließ sich 1954 in Madrid im franquistischen Spanien nieder. Dort lernte sie Ernest Hemingway kennen, mit dem sie fortan eine tiefe platonische Freundschaft verband. Durch ihn beeinflusst, begann sie sich für Stierkämpfe zu interessieren. So traf sie dann auch ihren langjährigen Geliebten, den Stierkämpfer Luis Miguel Dominguín. 1957 ließ sie sich von Sinatra scheiden.
1968 zog Gardner nach London, wo sie 1990 nach mehreren Schlaganfällen an den Folgen einer Lungenentzündung starb. Ihr Grab befindet sich im Sunset Memorial Park in Smithfield, North Carolina.

## Filmografie (Auswahl)
- 1941: Babes on Broadway
- 1942: Der Gentleman-Killer (Kid Glove Killer)
- 1942: Reunion in France
- 1943: Hitler’s Madman
- 1944: Three Men in White
- 1946: Rächer der Unterwelt (The Killers)
- 1946: Whistle Stop
- 1947: Der Windhund und die Lady (The Hucksters)
- 1947: Singapur (Singapore)
- 1947: Venus macht Seitensprünge (One Touch of Venus)
- 1949: Der Spieler (The Great Sinner)
- 1949: Geheimaktion Carlotta (The Bribe)
- 1949: Verlorenes Spiel (East Side, West Side)
- 1951: Mississippi-Melodie (Show Boat)
- 1951: Pandora und der Fliegende Holländer (Pandora and the Flying Dutchman)
- 1952: Mann gegen Mann (Lone Star)
- 1952: Schnee am Kilimandscharo (The Snows of Kilimanjaro)
- 1953: Die Ritter der Tafelrunde (Knights of the Round Table)
- 1953: Verwegene Gegner (Ride, Vaquero!)
- 1953: Mogambo
- 1953: Vorhang auf! (The Band Wagon) (Gastauftritt)
- 1954: Die barfüßige Gräfin (The Barefoot Contessa)
- 1956: Knotenpunkt Bhowani (Bhowani Junction)
- 1957: Die kleine Hütte (The Little Hut)
- 1957: Zwischen Madrid und Paris (The Sun Also Rises)
- 1958: Die nackte Maja (The Naked Maja)
- 1959: Das letzte Ufer (On the Beach)
- 1959: Glut (The Angel Wore Red)
- 1963: 55 Tage in Peking (55 Days at Peking)
- 1963: Die Nacht des Leguan (The Night of the Iguana)
- 1963: Sieben Tage im Mai (Seven Days in May)
- 1966: Die Bibel (The Bible: In the Beginning…)
- 1968: Mayerling
- 1970: The Ballad of Tam-Lin
- 1972: Das war Roy Bean (The Life and Times of Judge Roy Bean)
- 1974: Erdbeben (Earthquake)
- 1975: Vollmacht zum Mord (Permission to Kill)
- 1976: Der blaue Vogel (The Blue Bird)
- 1976: Treffpunkt Todesbrücke (Cassandra Crossing)
- 1977: Hexensabbat (The Sentinel)
- 1979: Stadt in Flammen (City on Fire)
- 1980: Die Entführung des Präsidenten (The Kidnapping of the President)
- 1982: Regina (Regina Roma)
- 1984: A.D. – Anno Domini (A.D., Miniserie)
- 1985: Flammender Sommer (The Long Hot Summer, Fernsehfilm)
- 1986: Rebell der Wüste (Harem)

## Auszeichnungen
- 1953: Nominierung für den New York Film Critics Circle Award in der Kategorie Beste Hauptdarstellerin für Mogambo
- 1954: Golden Laurel Award in der Kategorie Beste komödiantische Darstellerin für Mogambo
- 1954: Nominierung für den Oscar in der Kategorie Beste Hauptdarstellerin für Mogambo
- 1957: Nominierung für den BAFTA Award in der Kategorie Beste ausländische Darstellerin für Knotenpunkt Bhowani
- 1960: Nominierung für den BAFTA Award in der Kategorie Beste ausländische Darstellerin für Das letzte Ufer
- 1960: Stern auf dem Hollywood Walk of Fame (1560 Vine Street)
- 1964: Silberne Muschel als beste Darstellerin beim Filmfestival von San Sebastián für Die Nacht des Leguans[5]
- 1965: Nominierung für den BAFTA Award in der Kategorie Beste ausländische Darstellerin für Die Nacht des Leguan
- 1965: Nominierung für den Golden Globe Award in der Kategorie Beste Hauptdarstellerin – Drama für Die Nacht des Leguan

## Deutsche Synchronstimmen
Zu den deutschen Schauspielerinnen, die Ava Gardner in ihren Filmen synchronisiert haben, zählen:
- Eva Vaitl: Rächer der Unterwelt, Mayerling
- Monika Barth: Der Windhund und die Lady
- Antje Weisgerber: Singapur
- Tina Eilers: Venus macht Seitensprünge
- Tilly Lauenstein: Der Spieler, Die Nacht des Leguan
- Carola Höhn: Geheimaktion Carlotta, Stadt in Flammen
- Edith Schneider: Verlorenes Spiel, Mississippi-Melodie, Pandora und der Fliegende Holländer (1. Synchronisation), Mann gegen Mann, Schnee am Kilimandscharo, Die Ritter der Tafelrunde, Verwegene Gegner, Mogambo, Vorhang auf!, Die barfüßige Gräfin, Knotenpunkt Bhowani, Zwischen Madrid und Paris, Das letzte Ufer
- Joseline Gassen: Pandora und der Fliegende Holländer (2. Synchronisation)
- Agi Prandhoff: Die kleine Hütte
- Dagmar Altrichter: Die nackte Maja, Das war Roy Bean, Der blaue Vogel, Treffpunkt Todesbrücke
- Eleonore Noelle: 55 Tage in Peking
- Gisela Trowe: Sieben Tage im Mai, Erdbeben
- Eva Katharina Schultz: Die Bibel, Vollmacht zum Mord
- Bettina Schön: Hexensabbat, Flammender Sommer
- Claudia Lehmann: Tote tragen keine Karos
- Karin Kernke: Rebell der Wüste

## Filmdokumentation
- Ava Gardner, die Flamenco-Diva Hollywoods. Regie: Sergio G. Mondelo, Arte, Frankreich 2016, 53 Minuten.